# Paraulopus maculatus
Paraulopus maculatus är en fiskart som först beskrevs av Kotthaus, 1967.  Paraulopus maculatus ingår i släktet Paraulopus och familjen Paraulopidae. IUCN kategoriserar arten globalt som otillräckligt studerad. Inga underarter finns listade i Catalogue of Life.